# Erythrina dominguezii
Erythrina dominguezii là một loài thực vật có hoa trong họ Đậu. Loài này được Hassl. miêu tả khoa học đầu tiên.

## Hình ảnh

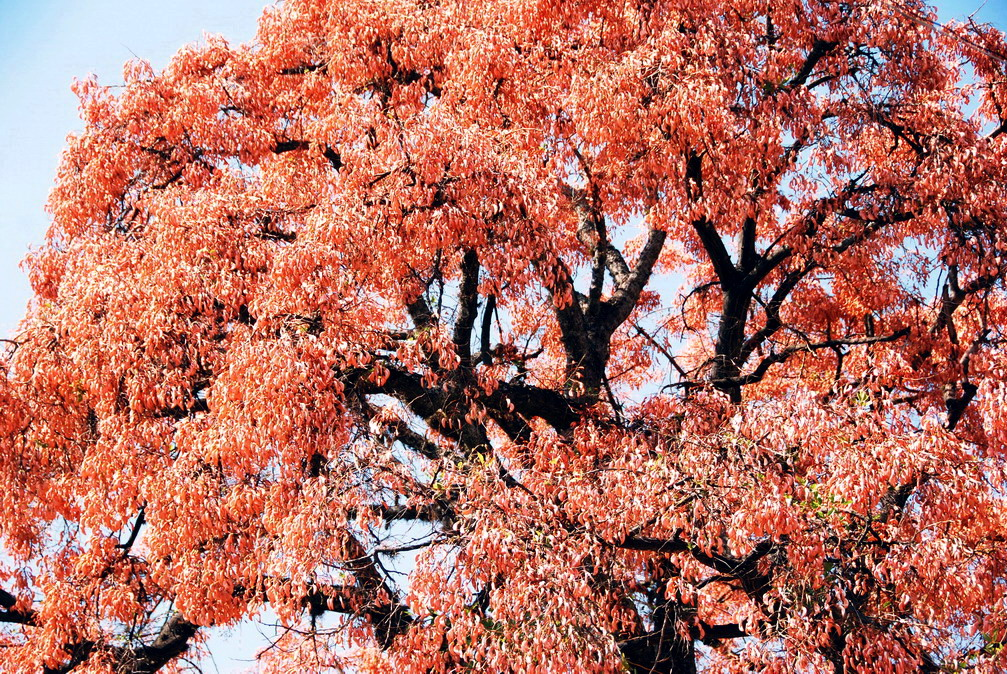
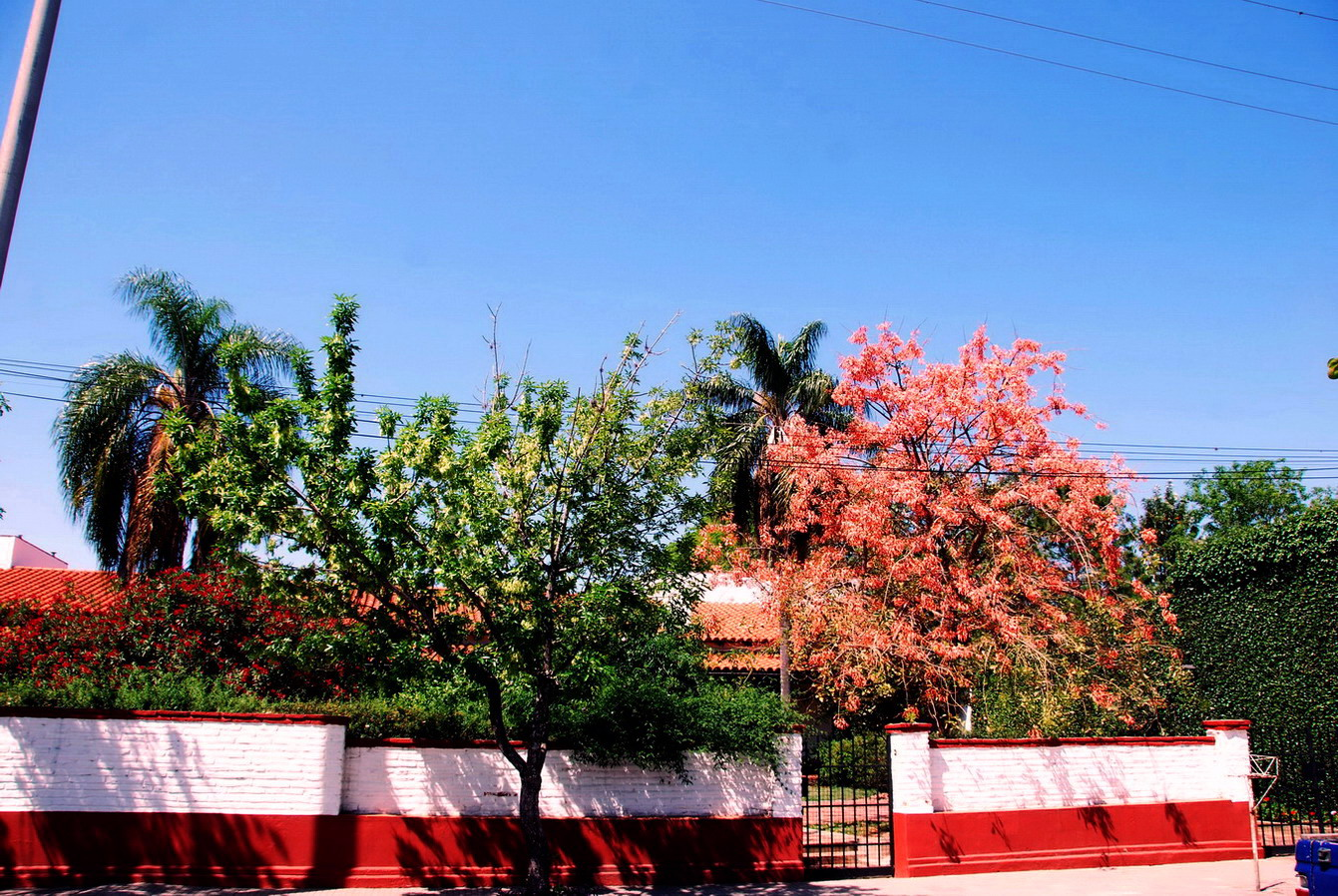
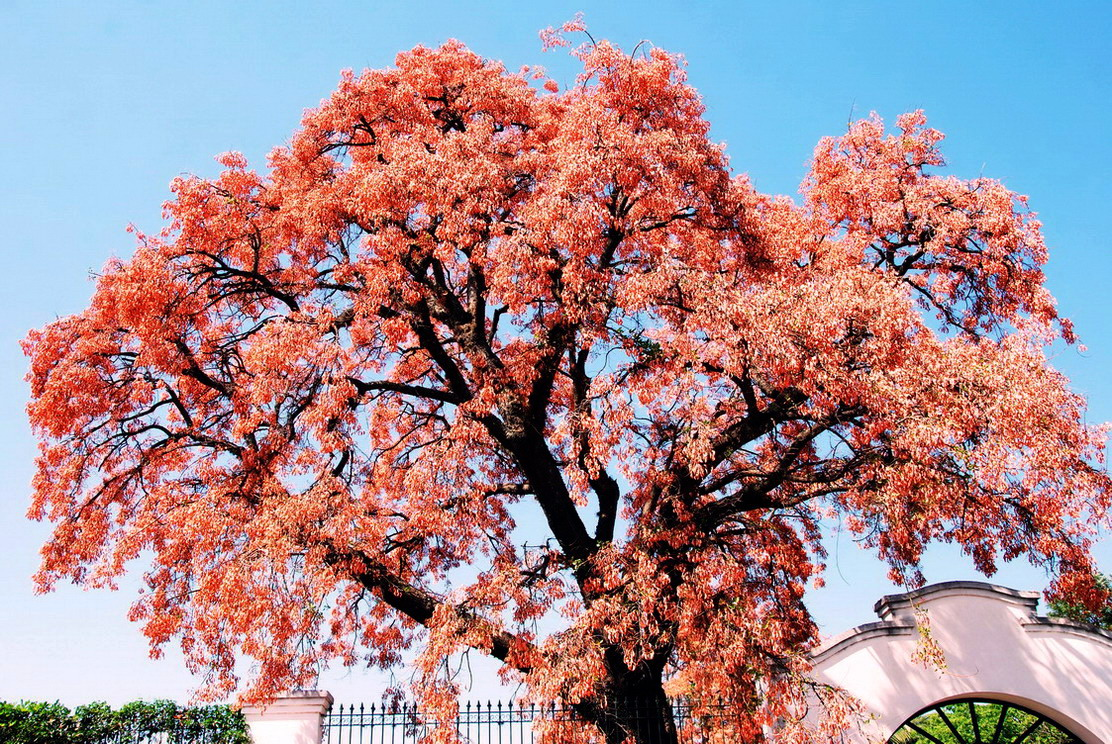
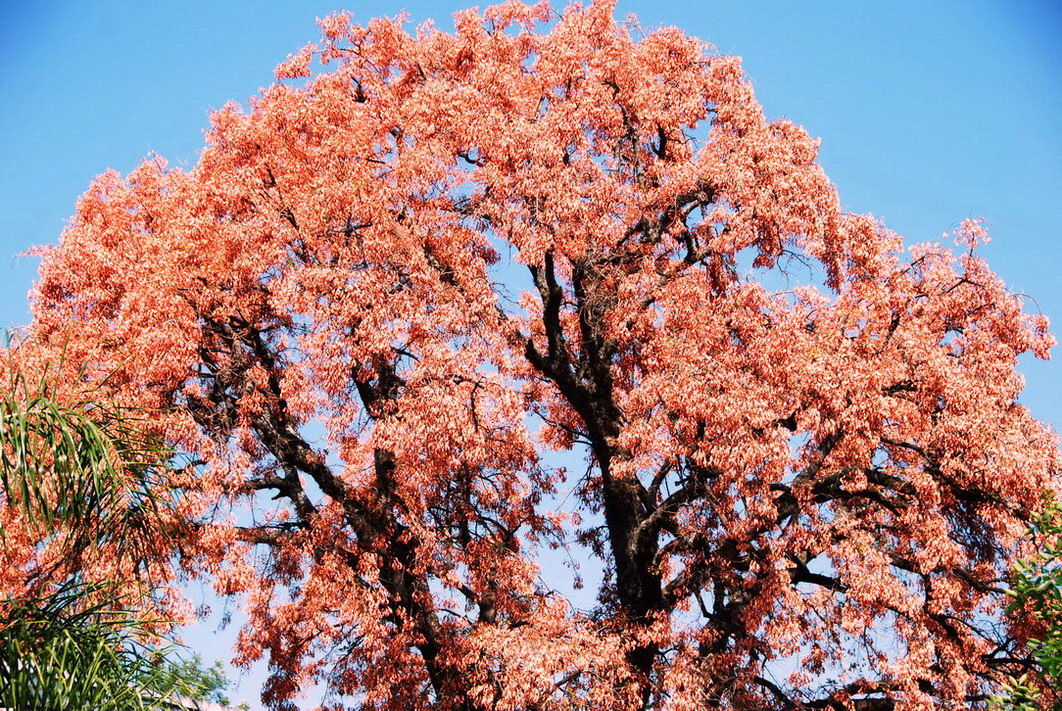